# Europees kampioenschap schaatsen vrouwen 1986
De elfde editie van het Europees kampioenschap schaatsen voor vrouwen, georganiseerd door de Internationale Schaatsunie (ISU), vond voor de tweede keer in Noorwegen plaats. Na Brandbu in 1973 was deze editie aan Geithus (gemeente Modum, provincie Buskerud) toegewezen, alwaar op het Oude Furumo Stadion op 11 en 12 januari 1986 het kampioenschap over de kleine vierkamp (500-3000-1500-5000 meter) werd verreden.

## Deelname
Zevenentwintig deelneemsters uit elf landen namen aan dit kampioenschap deel. Negen landen, Nederland (4), de DDR (4), Sovjet-Unie (4), Finland (3), Polen (3), Noorwegen (2), West-Duitsland (2), Zweden (2) en Frankrijk (1) , waren ook vertegenwoordigd op het EK in 1985. Joegoslavië en Oostenrijk vaardigden voor de eerste keer een deelneemster af naar het EK voor vrouwen, voor de Oostenrijkse vertegenwoordigster, Emese Nemeth-Hunyady, was het haar tweede EK deelname, in 1984 was ze deelneemster namens Hongarije.
De Oost-Duitse Andrea Ehrig-Mitscherlich prolongeerde haar Europese titel. Op het erepodium werd ze, net als in 1985, op plaats twee geflankeerd door Yvonne van Gennip. De debutante Natalja Artamonova-Kurova uit de Sovjet-Unie legde beslag op de derde positie.
Achter Van Gennip eindigden nog twee Nederlandse vrouwen in de top tien. Debutante Marieke Stam eindigde op de zevende plaats en Ria Visser werd tiende. Thea Limbach eindigde op de elfde plaats.

## Afstandmedailles
De Nederlandse delegatie behaalde deze editie drie afstandmedailles. Yvonne van Gennip won de gouden medaille op de 1500 meter en zilver op de 3000 en 5000 meter.
Voor het eerst gingen de afstandmedailles naar vijf verschillende landen. De Noorse Edel Therese Høiseth won op de 500 meter de eerste gouden afstandmedaille voor Noorwegen en dit was ook de eerste gouden medaille die niet naar een deelneemster uit Nederland, Oost-Duitsland of de Sovjet-Unie ging. De Poolse Erwina Ryś-Ferens wist voor derde opeenvolgende keer de bronzen medaille op de 500 meter te winnen.
| Afstand | Goud                      | Zilver                    | Brons                     |
| ------- | ------------------------- | ------------------------- | ------------------------- |
| 500m    | Edel Therese Høiseth      | Natalja Artamonova-Kurova | Erwina Ryś-Ferens         |
| 1500m   | Yvonne van Gennip         | Andrea Ehrig-Mitscherlich | Natalja Artamonova-Kurova |
| 3000m   | Andrea Ehrig-Mitscherlich | Yvonne van Gennip         | Olga Plesjkova            |
| 5000m   | Andrea Ehrig-Mitscherlich | Yvonne van Gennip         | Gabi Schönbrunn           |

## Klassement
Achter de namen staat tussen haakjes bij meervoudige deelname het aantal deelnames.
| #      | Naam                              | Punten  | 500m           | 3000m        | 1500m        | 5000m        |
| ------ | --------------------------------- | ------- | -------------- | ------------ | ------------ | ------------ |
| Goud   | Andrea Schöne-Mitscherlich (4)    | 174,862 | 42,51 (4)      | 4.26,59 (1)  | 2.08,33 (2)  | 7.31,45 (1)  |
| Zilver | Yvonne van Gennip (3)             | 177,226 | 43,20 (5)      | 4.29,93 (2)  | 2.08,27 (1)  | 7.42,82 (2)  |
| Brons  | Natalja Artamonova-Kurova         | 179,345 | 42,37 (2)      | 4.35,67 (4)  | 2.08,91 (3)  | 8.00,60 (7)  |
| 4      | Gabi Schönbrunn (6)               | 180,541 | 44,18 (16)     | 4.35,79 (5)  | 2.10,56 (4)  | 7.48,76 (3)  |
| 5      | Olga Plesjkova (4)                | 180,881 | 44,27 (17)     | 4.31,71 (3)  | 2.10,65 (5)  | 7.57,76 (5)  |
| 6      | Erwina Ryś-Ferens (7)             | 181,606 | 42,48 (3)      | 4.38,34 (6)  | 2.11,27 (7)  | 8.09,80 (11) |
| 7      | Marieke Stam                      | 182,493 | 43,88 (10)     | 4.38,66 (7)  | 2.13,49 (12) | 7.56,74 (4)  |
| 8      | Annette Carlén-Karlsson (6)       | 183,191 | 43,29 (6)      | 4.43,30 (14) | 2.10,84 (6)  | 8.10,72 (12) |
| 9      | Inga Gilaoeri                     | 183,700 | 44,12 (15)     | 4.39,74 (9)  | 2.13,39 (11) | 8.04,94 (9)  |
| 10     | Ria Visser (4)                    | 183,768 | 44,39 (18)     | 4.38,66 (7)  | 2.11,50 (8)  | 8.11,02 (13) |
| 11     | Thea Limbach (4)                  | 184,531 | 43,96 (12)     | 4.43,06 (13) | 2.13,31 (9)  | 8.09,59 (10) |
| 12     | Jelena Lapoega                    | 184,833 | 44,85 (22)     | 4.42,66 (12) | 2.13,34 (10) | 8.04,27 (8)  |
| 13     | Carola Bürger                     | 185,175 | 43,95 (11)     | 4.40,13 (10) | 2.15,97 (15) | 8.12,14 (14) |
| 14     | Heike Schalling (3)               | 186,124 | 46,04 (25)     | 4.40,28 (11) | 2.16,26 (18) | 7.59,51 (6)  |
| 15     | Aila Tartia (6)                   | 186,452 | 43,85 (9)      | 4.46,92 (16) | 2.15,27 (14) | 8.16,92 (15) |
| 16     | Marie-France van Helden-Vives (3) | 186,577 | 44,00 (13)     | 4.45,20 (15) | 2.15,99 (16) | 8.17,14 (16) |
| NC17   | Edel Therese Høiseth (4)          | 135,103 | 42,04 (1)      | 4.49,32 (17) | 2.14,53 (13) |              |
| NC18   | Sigrid Smuda (4)                  | 138,356 | 44,05 (14)     | 4.49,86 (18) | 2.17,99 (22) |              |
| NC19   | Maila Lehtimäki (4)               | 138,441 | 43,59 (7)      | 4.52,87 (20) | 2.18,12 (23) |              |
| NC20   | Lilianna Jezierska-Morawiec (2)   | 138,659 | 43,80 (8)      | 4.56,90 (26) | 2.16,13 (17) |              |
| NC21   | Lidia Olcon                       | 138,794 | 44,53 (21)     | 4.52,93 (21) | 2.16,33 (19) |              |
| NC22   | Angelika Haßmann (4)              | 139,154 | 45,10 (23)     | 4.50,87 (19) | 2.16,73 (20) |              |
| NC23   | Hanne Eriksson                    | 140,310 | 44,40 (19)     | 4.56,64 (25) | 2.19,41 (24) |              |
| NC24   | Lena Andersson (2)                | 140,364 | 45,50 (24)     | 4.54,23 (22) | 2.17,48 (21) |              |
| NC25   | Emese Nemeth-Hunyady (2)          | 140,588 | 44,42 (20)     | 4.55,97 (23) | 2.20,52 (26) |              |
| NC26   | Bibija Kerla                      | 153,897 | 48,56 (26)     | 5.24,79 (27) | 2.33,62 (27) |              |
| NC27   | Taina Salmia (3)                  | 159,317 | 1.03,37 * (27) | 4.56,59 (24) | 2.19,55 (25) |              |

vet = kampioenschapsrecord
* = gevallen, dq = gediskwalificeerd